# Strudengau

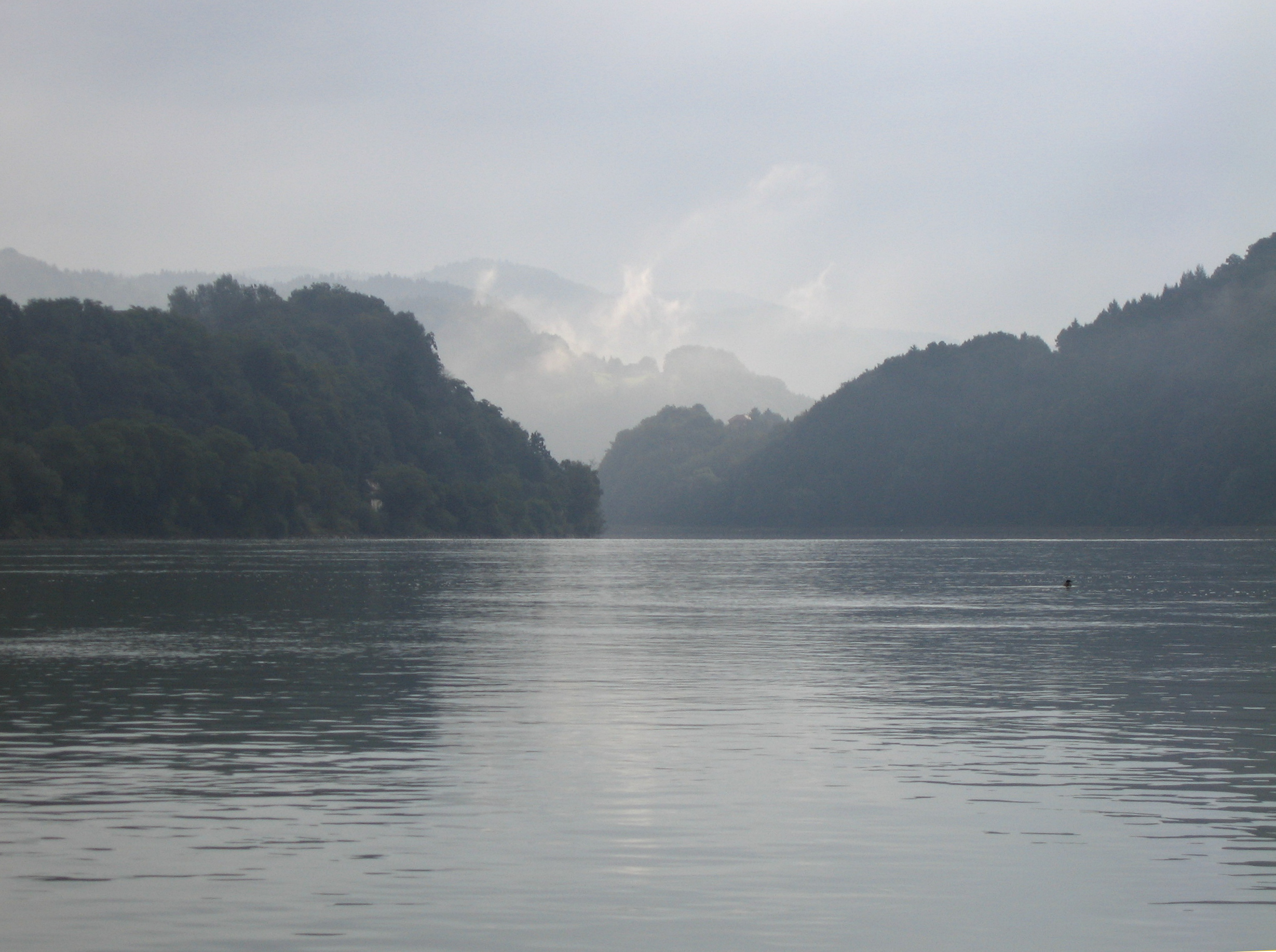
Strudengau

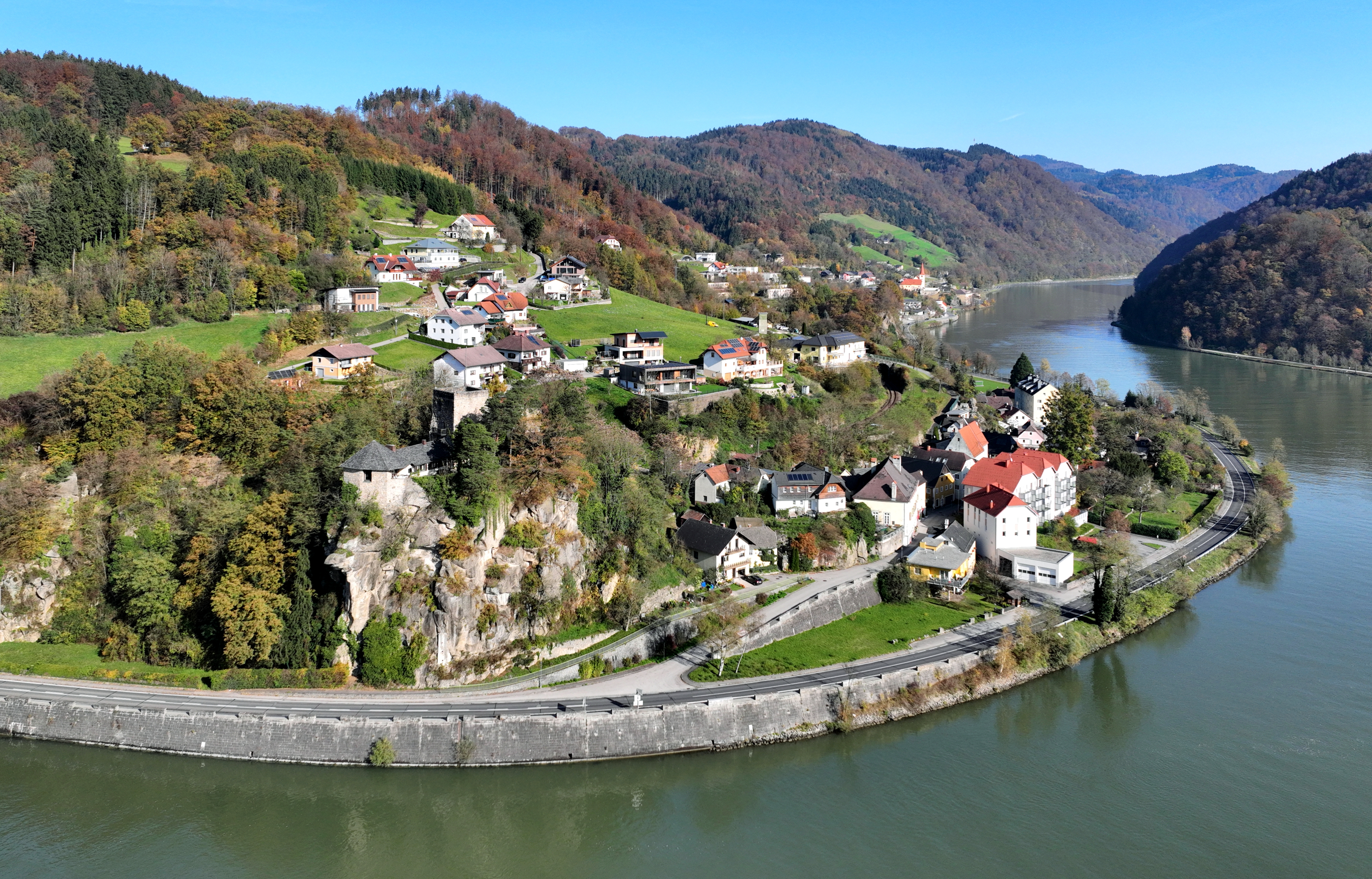
Das Dorf Struden, nach dem der Strudengau benannt ist, und im Hintergrund St. Nikola

Der Strudengau ist eine erst 1910 so benannte Region und Kulturlandschaft im österreichischen Donautal im Osten von Oberösterreich und im Westen von Niederösterreich.

## Geographie

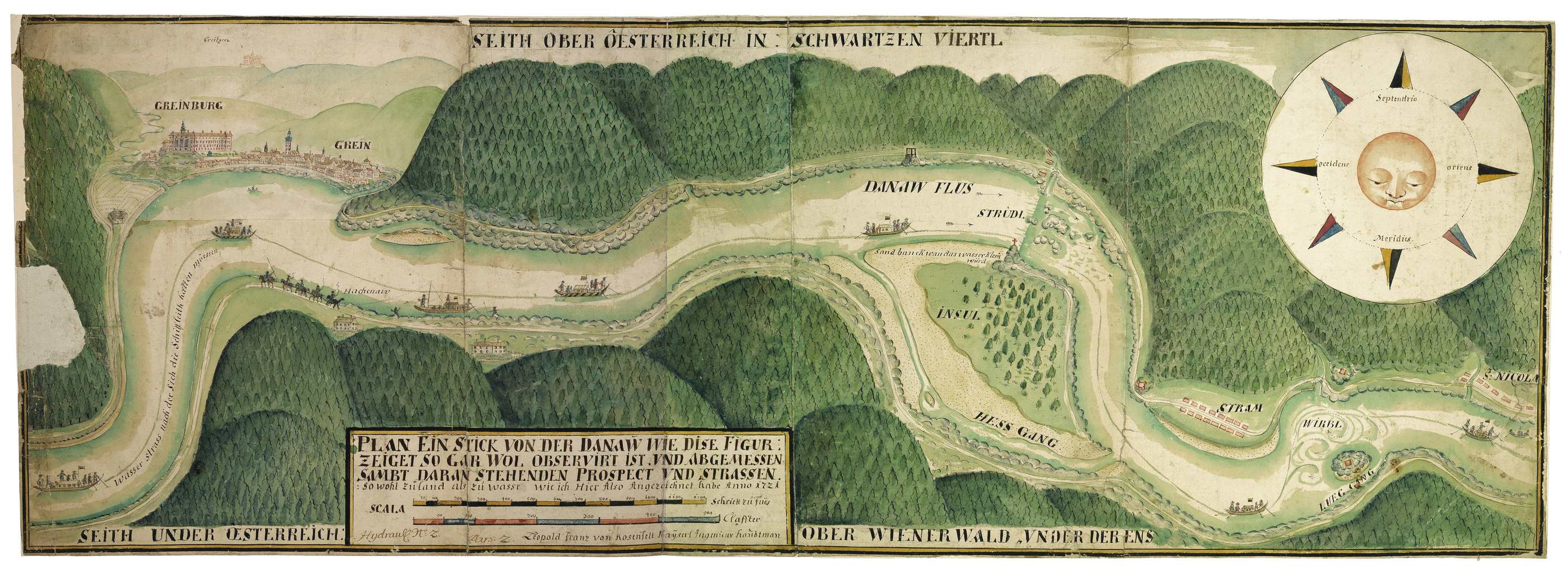
Diese Panoramakarte von Leopold Franz von Rosenfelt (1721) ist die erste kartographische Darstellung des Donauabschnitts im Strudengau

### Lage und Begrenzung
Der Strudengau ist ein etwa 25 Kilometer langes, enges, waldiges, mäanderndes Tal der Donau, das am (linken) Nordufer in der oberösterreichischen Ortschaft Dornach in der Gemeinde Saxen und am Südufer in der niederösterreichischen Gemeinde Ardagger beginnt und flussabwärts bis zur Gemeinde Persenbeug beziehungsweise bis zur Gemeinde Ybbs an der Donau in Niederösterreich reicht.
Das Machland liegt flussaufwärts und westlich des Strudengaus, dem flussabwärts im (Nord-)Osten der Nibelungengau folgt. Im Strudengau liegt – linksufrig bei St. Nikola – das tiefst gelegene Gebiet Oberösterreichs mit einer Seehöhe um 230 m ü. A.
Der Strudengau ist Teil der Bezirke Perg, Amstetten und Melk.

### Geologie und Geomorphologie
Im Strudengau hat sich die Donau einen Weg durch den Granit des Böhmischen Massivs gesucht, sodass sich dieses südlich der Donau in der Neustadtler Platte fortsetzt.
Die Hänge des 300 bis 400 Meter tief eingesenkten Engtals sind bis zu 45 Grad geneigt.
Der Strudengau war einst für die Schifffahrt einer der gefährlichsten Donauabschnitte, da gefährliche Felsenriffe im Strom Strudel erzeugten, die ein von heftigem Tosen und Brausen begleitetes Naturereignis bildeten. Erst durch den Aufstau des Kraftwerks Ybbs-Persenbeug (1957) wurde die Gefahr beseitigt.
Der oberösterreichische Teil des Strudengaus liegt durchwegs nördlich der Donau und gehört geologisch und geomorphologisch zur Raumeinheit Donauschlucht und Nebentäler, wobei jeweils nur kleine Teile der Gemeinden Grein (450 Hektar), St. Nikola an der Donau (507 Hektar) und Waldhausen im Strudengau (51 Hektar) dazu gezählt werden. Im Norden schließen sich im Bereich der Gemeinde Saxen die Raumeinheiten Südliche Mühlviertler Randlagen sowie in Grein, St. Nikola und Waldhausen im Strudengau das Aist-Naarn-Kuppenland an.

### Gewässer, Hochwasserschutz
Wesentlichstes Gewässer im Strudengau ist die Donau. Beginnend vom Kraftwerk Wallsee-Mitterkirchen im Machland und im gesamten Verlauf des Strudengaus bildet die Donau den 34 Kilometer langen Stausee des Kraftwerks Ybbs-Persenbeug.
Linksseitig münden der Greinerbach, der Kreuznerbach bei Grein, der Gießenbach, der Hilberbach, der Sommerlechnerbach, der Dimbach bei St. Nikola, der Sarmingbach bei Sarmingstein, der Weidenbach bei Hirschenau in der Gemeinde St. Nikola und die Ysper bei Isperdorf in die Donau.
Rechtsseitig münden der Altaubach und der Einzenbach in Ardagger, der Tiefenbach in Neustadtl, der Willersbach an der Grenze zwischen Neustadtl und Sankt Martin-Karlsbach und die Ybbs bei Ybbs an der Donau in die Donau.
Während in Ardagger bereits seit den 1970er-Jahren ein befahrbarer Hochwasserschutzdamm besteht, wurde von 2008 bis 2012 das Hochwasserschutzprojekt Machland Nord verwirklicht, dessen Schutzmaßnahmen sich neben dem oberösterreichischen Machland auch mit den Baulosen 6 und 7 auf den oberösterreichischen Teil des Strudengaus zwischen Grein und St. Nikola an der Donau erstrecken.

### Naturschutz (Oberösterreich)
Im Strudengau sind eine Reihe von Bäumen und Baumgruppen als Naturdenkmäler ausgewiesen:
- Bad Kreuzen:

- Vier Linden bei der Maria Hilf Kapelle: eine Baumgruppe bestehend aus vier Winterlinden (Tilia cordata) nördlich des Ortszentrums
- Burglinde: Sommerlinde (Tilia platiphyllos) im Burghof der Burg Kreuzen
- Hauseiche, Steinereiche: Stieleiche (Quercus robur) in Mitterdörfl beim Gut Steiner in Kain
- Hiblereiche: Stieleiche an der Greinerwald-Landstraße

- Grein:

- Eiche: am Nordost-Ende der Siedlung in der Kaiser-Friedrich-Straße

- Waldhausen im Strudengau:

- Eibe im Sattelgai: Eibe (Taxus baccata) beim Bauernhaus Steiner am Humelschuß
- Kugeleibe: Eibe südlich des Obergrafenbergergutes

Als Naturdenkmal ausgewiesene Wackelsteine (Wollsackverwitterung) im Strudengau:
- Marienstein in Grein: Wackelstein mit Marienstatue in der Nähe der Greiner Straße Richtung St. Georgen am Walde
- Schwingender Stein in Waldhausen: Wackelstein aus Weinsberger Granit

Der Unterlauf des Gießenbachs bildet die Stillensteinklamm. In Bad Kreuzen hat der Kempbach die Wolfsschlucht gebildet.
In der Nähe von Sarmingstein, auf dem Gemeindegebiet von Waldhausen im Strudengau (Ortschaft Gloxwald), hat die Natur das Naturdenkmal Predigtstuhl, eine natürliche Felskanzel im Weinsberger Granit, auf 520 m ü. A., rund 290 Meter über der Donau geschaffen, das als Aussichtspunkt ins Donautal dient.
Ebenfalls in Waldhausen in der Nähe der niederösterreichischen Grenze auf dem Dümlehnerberg in der Ortschaft Handberg befindet sich das Naturdenkmal Einsiedlerhöhle, ein etwa 40 bis 50 Quadratmeter großer Hohlraum als Bestandteil einer im Föhren-Buchenwald gelegenen, rund fünftausend Quadratmeter großen Felsformation auf 745 m ü. A.

### Naturschutz (Niederösterreich)
Das niederösterreichische Landschaftsschutzgebiet Strudengau und Umgebung umfasst nördlich der Donau die Gemeinden Nöchling, Hofamt Priel und Persenbeug und südlich der Donau die Gemeinden Neustadtl an der Donau, Sankt Martin-Karlsbach und Ybbs an der Donau.
Hingegen beschränkt sich das niederösterreichische FFH-Gebiet Strudengau − Nibelungengau hinsichtlich des Strudengaus nur auf Teile der genannten Gemeindegebiete, wobei zusätzlich auch Teile von Ardagger eingeschlossen sind.

## Name und Geschichte

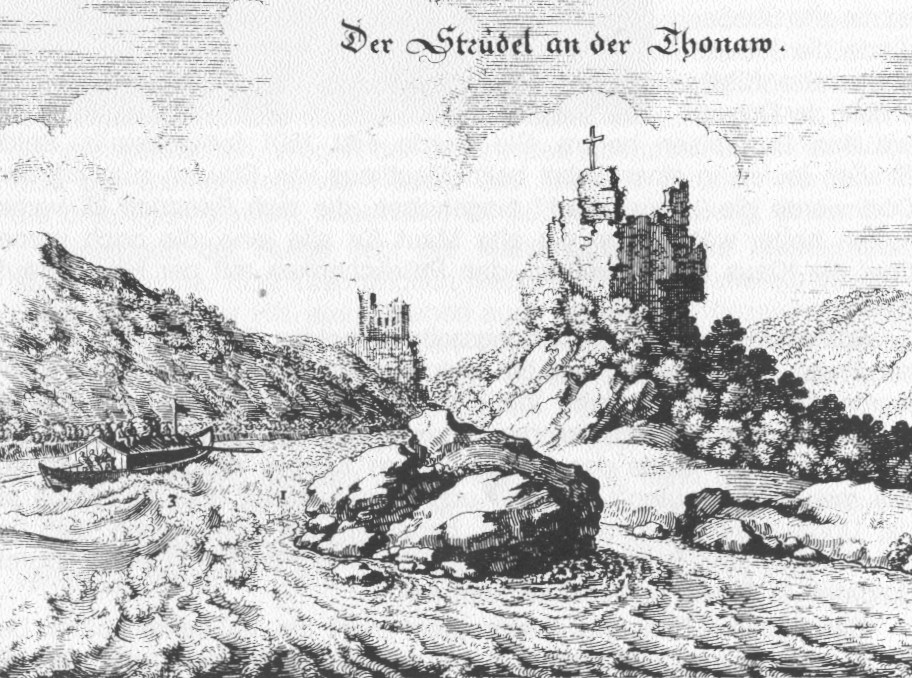
Der Strudel an der Thonaw von Matthäus Merian, 1649

Seinen Namen hat der Strudengau von den vielen gefährlichen Strudeln und Untiefen. Er galt daher früher bei den Schiffern als einer der gefährlichsten Donauabschnitte. Als im Sommer 1909 die Eröffnung der Bahnstrecke zwischen Krems und Grein sicher war, wurden alle Bürgermeister der Gegend eingeladen zu besprechen, was man tun könnte, um nach der Bahneröffnung die Touristen in diese Gegend zu locken. Es wurde beschlossen, dem Tal einen passenden Namen zu geben; dieser Aufruf wurde in den Zeitungen veröffentlicht; es gab daraufhin hunderte Vorschläge (z. B. Freyaschlucht, Hunnenpforte, Kaisergau), der Name Strudengau war aber nicht dabei. Dieser Vorschlag wurde von dem Oberlehrer Michael Gutlederer aus Altenmarkt an der Isper im Amstettener Wochenblatt und in der Oesterreichischen Land-Zeitung gemacht; seine Begründung lautete: 

„Der Name Strudengau ist geschichtlich und landschaftlich begründet, erweckt Vorstellungen von Riffen und wirbelnden Wellen, ist volkstümlich, sprachlich leicht und gewandt.“

 Erstmals öffentlich gebraucht wurde die Bezeichnung im April 1910 vom Österreichischen Touristenklub und offiziell eingeführt im Juli 1910 vom Greiner Fremdenverkehrs-Komitee.

### Geschichtliche Geografie
Der Strudengau gehörte im Mittelalter dem historischen Machland und später bis 1779 dem Machlandviertel an. Im Strudengau verlief die Grenze zwischen der Riedmark und dem Machland von Panholz bei Grein hinauf bis St. Georgen am Walde, wobei die östliche Grenze des Machlands der Sarmingbach bildete.
Zum Einflussbereich der Herren von Perg und Machland gehörten im Strudengau Burgen und Kirchen. Otto von Machland, der bedeutendste Vertreter dieser Familie, hat mit der Gründung des Stifts Säbnich, später Waldhausen, 1147 zahlreiche Schenkungen gemacht, wobei damit in vielen Fällen die erstmalige urkundliche Erwähnung von Orten im Strudengau nördlich und südlich der Donau verbunden war.
Der Strudengau war im Mittelalter durch eine Reihe von Befestigungen gesichert:
- nördlich der Donau: Kosenburg, Helchenburg, Burg Werfenstein, Turm auf dem Langenstein, Burg Pain und Burg Sarmingstein, ab 1488 auch Greinburg und Turm Sarmingstein
- auf Inseln in der Donau: Burg Wörth und Burg Hausstein
- südlich der Donau: Kollmitzberg, Burgruine Freyenstein

### Drangsal und Unglücksfälle
Diese tragisch-berühmte Donaustrecke durch den „Wirbel und Strudel“ kannten schon die beiden Diözesanheiligen Florian und Severin.
Die erste schriftliche Nennung dieses Abschnittes erfolgte im Zusammenhang mit einem Unglücksfall: Im Jahr 926 ertrank der Freisinger Bischof Dracolfus in den reißenden Fluten.
Auf dieser Strecke musste sich Bischof Wolfgang auf einer seiner Visitationsreisen (ab 976) nach Zvisila (Wieselburg) kundigen Lotsen anvertrauen.
Die Kreuzfahrerheere mussten diese Strecke passieren.
Auch Kaiser Franz Joseph und seine Frau Sisi mussten mit ihrem Dampfschiff auf dem Weg nach Wien am Morgen des 20. Septembers 1854 in Struden notlanden, trotz der durch Franz Josephs Ururgroßmutter Maria Theresia angeordneten Entschärfung der Strudenstrecke (1777–1781). Kaiser Franz Joseph und Kaiserin Elisabeth sind mit dem nachfolgenden Dampfschiff „Hermine“ weitergefahren.
Die Bezeichnung „Friedhof-Lacke“ für die Ertrunkenen und Angeschwemmten zwischen Struden und St. Nikola erinnert noch heute an die Gefährlichkeit dieser Strecke.

### Regulierungsmaßnahmen

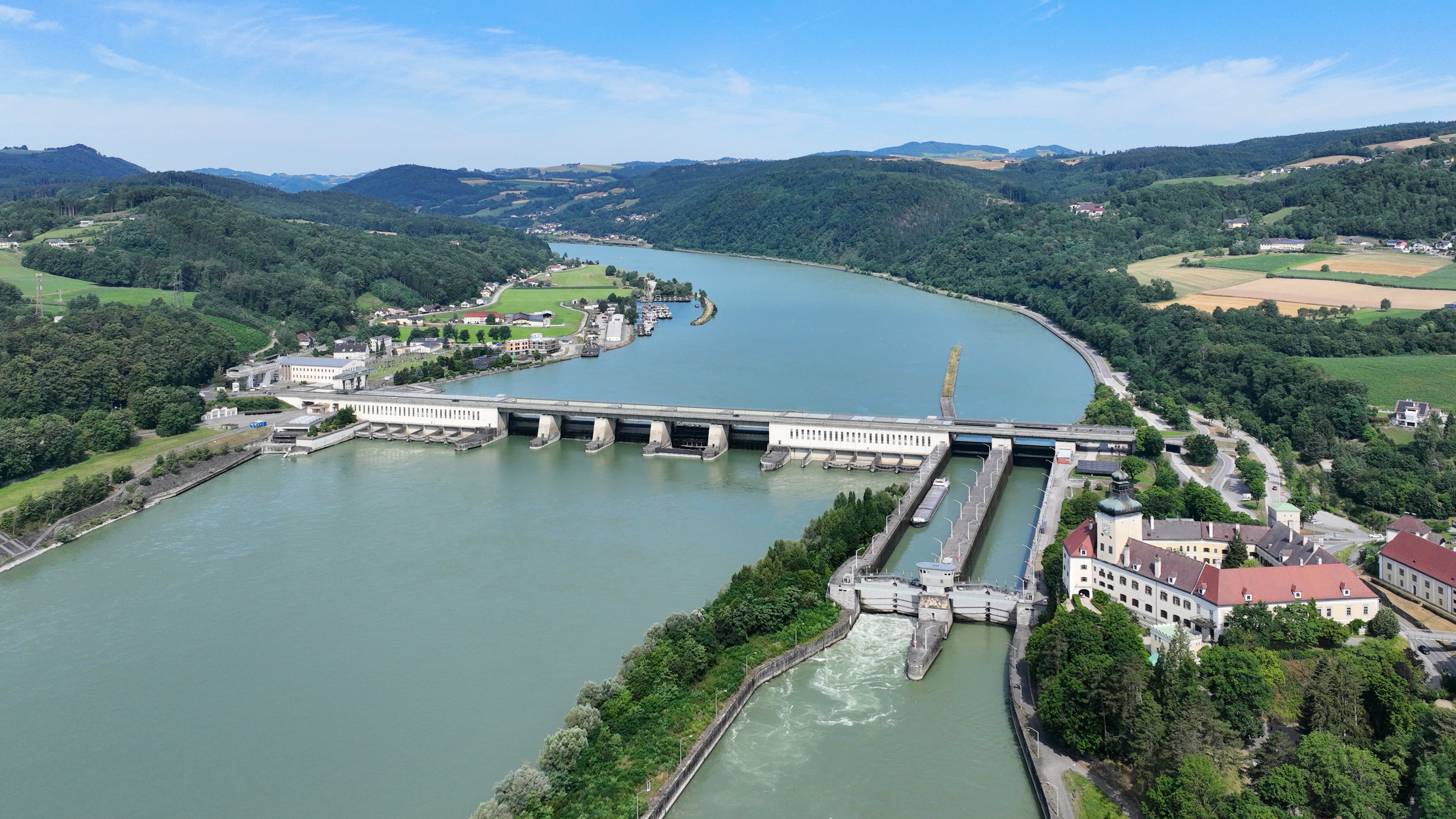
Regulierungsmaßnahmen im Zuge des Baues von Donaukraftwerken; hier das Kraftwerk Ybbs-Persenbeug

Nach und nach wurde durch Regulierungsmaßnahmen der Fluss gezähmt. Unter Kaiserin Maria Theresia begann etwa 1770 und 1780 die Beseitigung besonders gefährlicher Felsen an der „Bösen Beuge“ (siehe Donauschlinge bei Ybbs), der Greiner Strudel, der Strudel bei Struden, und der Wirbel im Strudengau. Dabei wurde auch die Burg Wörth großteils gesprengt.
Weitere Sprengungen folgten Mitte des 19. Jahrhunderts, wobei unter anderem das gefürchtete „Schwalleck“ des Greiner „Struden“ gesprengt wurde. Auch die Ruine der Burg Hausstein samt Insel wurde gesprengt. Dank des Rückstaus des Kraftwerk Ybbs-Persenbeugs (1957) ist dieses Problem gelöst. Dadurch ist auch die Wildheit und Romantik dieses Donautals leiser geworden. Ungebrochen hingegen ist die landschaftliche Schönheit.

## Orte und Ortschaften

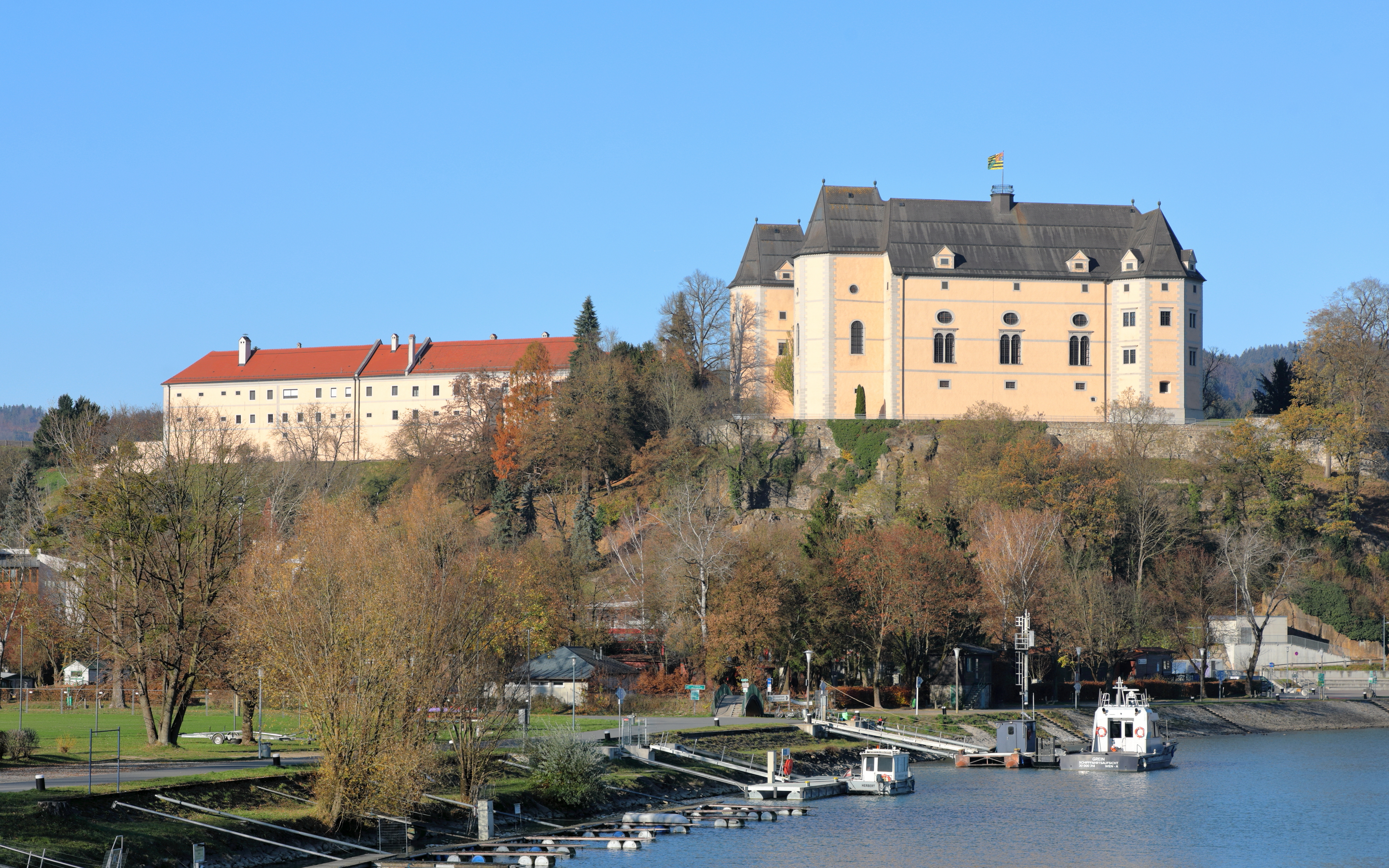
Schloss Greinburg

Nördlich der Donau in Oberösterreich (von West nach Ost)
- Saxen
  - Dornach
- Bad Kreuzen
- Grein
- St. Nikola an der Donau
  - Sarmingstein
  - Hirschenau
  - Struden
- Waldhausen im Strudengau
  - Gloxwald

Nördlich der Donau in Niederösterreich (von West nach Ost)
- Hofamt Priel
- Persenbeug

Insel in der Donau
- Wörth

Südlich der Donau in Niederösterreich (von West nach Ost)
- Ardagger
  - Ardagger Markt
- Neustadtl an der Donau
  - Tiefenbach
  - Hößgang
- Sankt Martin-Karlsbach
- Ybbs an der Donau

## Kultur, Tourismus

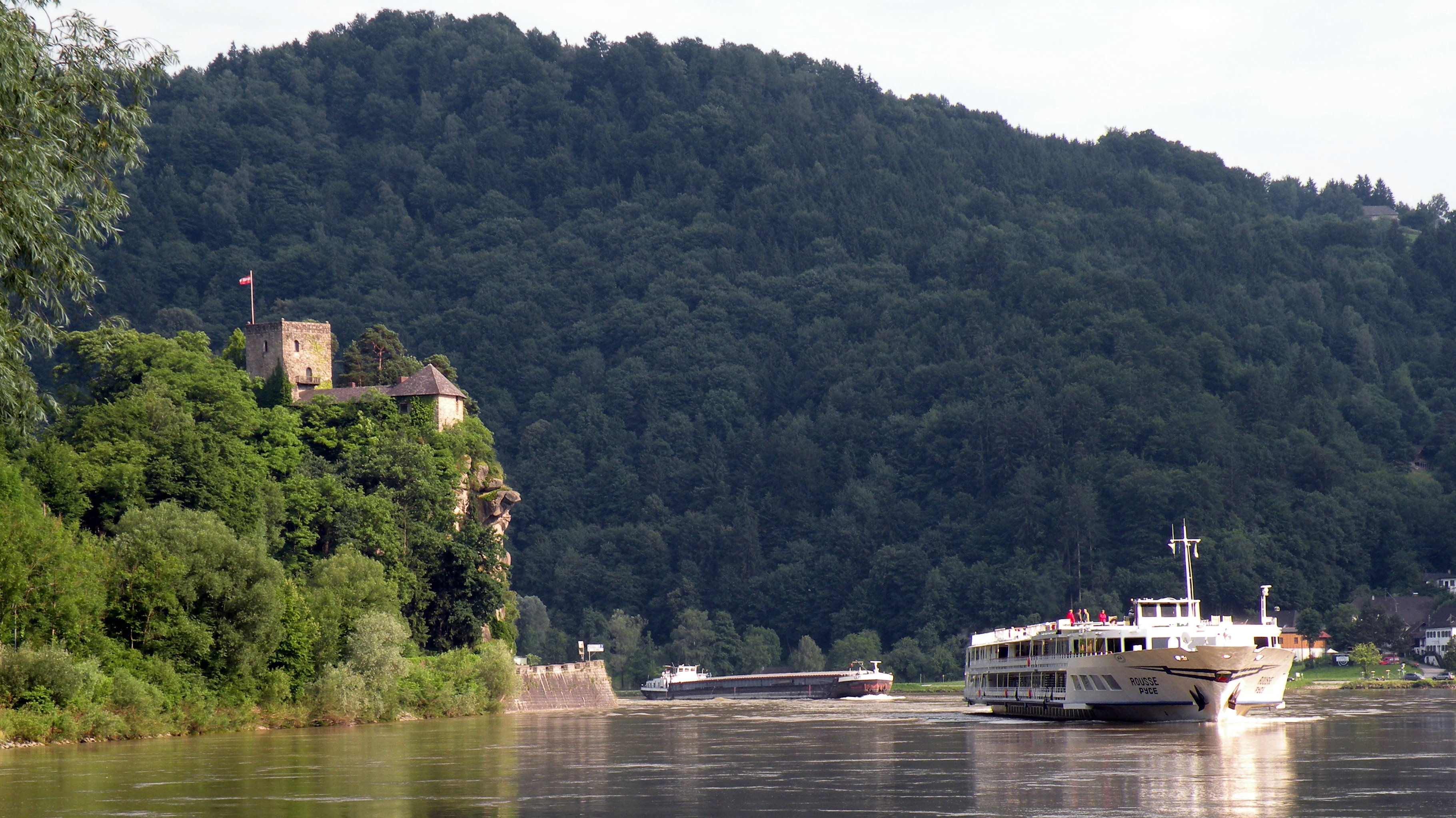
Strudengau mit Burg Werfenstein und Donauschiff

Die bundesländerübergreifende Gemeinschaftsausstellung Donau, Fluch und Segen befasste sich im Jahr 2010 mit der Donau im ober- und niederösterreichischen Grenzraum.
Die Donaufestwochen werden seit 1995 jährlich im Juli und August an Orten im Strudengau und Umgebung an mehreren Veranstaltungsorten durchgeführt. Veranstaltungsorte waren bereits mehrfach beispielsweise die Greinburg, die Stiftskirche Waldhausen, die Stiftskirche Baumgartenberg, die Filialkirche Altenburg, das Strindbergmuseum Saxen, die Gießenbachmühle am Eingang der Stillensteinklamm, die Pfarrkirche Bad Kreuzen, in der Stiftskirche Ardagger und im Vierkanthof Hauer in Ardagger sowie im Großdöllnerhof im Naturpark Mühlviertel in Rechberg.
Im Strudengau hat der Tourismus seit vielen Jahren einen hohen Stellenwert. Die Strudengaugemeinden haben sich Gemeindeverbänden angeschlossen, darunter der LEADER Region Strudengau, der Radreiseveranstalter Donau Touristik mit dem Donauradweg und dem Donausteig, der Radkultour sowie dem Museumsland Donauland Strudengau.

## Verkehr
Der ober- und niederösterreichische Strudengau wird durch die 1965 bis 1967 erbaute und seit 2006 nach dem österreichischen Politiker Leopold Helbich benannte Ing. Leopold Helbich Brücke verbunden. Zuvor bestanden Fährverbindungen zwischen Nord- und Südufer der Donau. Siehe auch: Liste der Donaubrücken
Entlang der Donau wird der Strudengau nördlich der Donau von der Donauuferbahn und von der Donau Straße durchquert. Die Greiner Straße führt von Amstetten kommend über die Donaubrücke nach Grein und weiter am östlichen Rand des Unteren Mühlviertels nach Niederösterreich ins Waldviertel.

## Bauwerke und Sehenswürdigkeiten
- Schloss Dornach
- Schloss Greinburg
- Stadttheater Grein
- Burg Kreuzen
- Stift Waldhausen
- Stift Ardagger
- Eisenbahn-Viadukt der Donauuferbahn mit sieben Bögen über den Gießenbach am Eingang zur Stillensteinklamm
- Gobelwarte
- Marienkirche in Struden
- Pfarrkirche St. Nikola an der Donau
- Filialkirche Sarmingstein
- Viktoria-Adelheid-Schutzhütte